# Ojciec królowej
Ojciec królowej – polska komedia przygodowa z 1979 roku w reżyserii Wojciecha Solarza. Film jest adaptacją sztuki Jerzego Stefana Stawińskiego.
Zdjęcia do filmu kręcono: w pałacu w Wilanowie, na zamku w Pszczynie, w Łowiczu (katedra pw. Wniebowzięcia Najświętszej Marii Panny przy Starym Rynku), zaś pochód wojsk Sobieskiego na Wiedeń nakręcono w okolicach Krakowa i Tarnowa.

## Obsada
- Ignacy Machowski − markiz d'Arquien, ojciec Marii Kazimiery
- Anna Seniuk − Maria Kazimiera
- Mariusz Dmochowski − Jan III Sobieski
- Dorota Pomykała − Helena Pogorzelska
- Jan Englert − kawaler de Charentes
- Ludwik Benoit − Ludwik, człowiek ministra de Croissy udający Błażeja, sługę kawalera de Charentes
- Kazimierz Brusikiewicz − Koryciński
- Edmund Fetting − hrabia Zierowski, ambasador Austrii
- Wieńczysław Gliński − markiz de Vitry, ambasador Francji
- Emil Karewicz − hetman Jabłonowski
- Janusz Kubicki − minister de Croissy
- Gustaw Lutkiewicz − koniuszy Matczyński
- Leon Niemczyk − baron von und zu Waldzug
- Jerzy Moes − dowódca gwardii
- Tadeusz Hanusek
- Edmund Karwański
- Michał Leśniak
- Bogusław Sar
- Zdzisław Szymborski
- Lech Grzmociński
- Andrzej Baranowski

## Opis fabuły
Akcja toczy się w II połowie XVII wieku, a rozpoczyna się we Francji. Główny bohater kawaler de Charentes otrzymuje od znajdującej się na łożu śmierci babki (z pochodzenia Polki) polecenie zawiezienia do Polski ważnego listu. Minister króla Ludwika XIV godzi się na wyjazd kawalera pod warunkiem, że podejmie się on misji sprowadzenia z Polski ojca królowej Marii Kazimiery, markiza d'Arquien, który kala dobre imię Francji, przez swoje zamiłowania do alkoholu i hazardu. De Charentes przyjmuje propozycje i wyrusza do Polski nie wiedząc, że przydzielony mu służący Błażej otrzymał rozkaz zgładzenia w powrotnej drodze markiza.